# Hi, Dharma!
Hi, Dharma! (달마야 놀자?, Dalmaya noljaLR) è un film del 2001 diretto da Park Chul-kwan. La pellicola ha avuto un seguito: Dalma-ya, Seo-ul gaja (2004).

## Trama
Dopo essere sfuggiti a un combattimento all'ultimo sangue, cinque gangster si ritrovano costretti a rifugiarsi in un monastero buddista; i monaci tuttavia sembrano non gradire la particolare presenza.